# Oeuvre van Herman D. Koppel
Componist Herman D. Koppel heeft in allerlei genres gecomponeerd. Onderstaand een overzicht van zijn werken: 

## Opus
- opus 1: 1928: Pianosonate
- opus 2: 1929: Strijkkwartet nr. 1
- opus 3: 1929: Variaties en fuga voor piano
- opus 4: 1930: Vioolconcert
- opus 5: 1930: Symfonie nr. 1
  - (1): Presto
  - (2): Adagio
  - (3): Alla marcia
- opus 6: 1929: Muziek voor strijkers
- opus 7: 1930: Stuk voor piano
- opus 8: 1930: Thema en variaties voor vioolsolo
- opus 9: 1931: Duo voor viool en piano
- opus 10: 1931: Prelude voor cello
- opus 11: 1931: Trio voor klarinet, viool en piano
- opus 12: 1931: Twaalf stukken voor piano
- opus 13: 1932: Pianoconcert nr. 1
- opus 14: 1932: Duo voor klarinet en fagot
- opus 15: 1932: Muziek voor jazzorkest
- opus 16: 1932: Sonatine voor blaaskwintet
- opus 17: 1932: Variaties op een Joodse volksdans
- opus 18: 1933: Vier liederen
- opus 19: 1933: Muziek voor Stefan Zweigs Toneelstuk Jeremias
- opus 20: 1933: Tien stukken voor piano
- opus 21: 1936: Suite voor piano
- opus 22: 1934: Ouverture voor klein orkest
- opus 23: xxxx: ONBEKEND
- opus 24: 1934: Drie liederen
- opus 25: 1934: Vijf liederen
- opus 26: 1935: Elf variaties over een eigen thema voor fluit, viool, altviool en cello
- opus 27: 1935: Variaties voor klein orkest
- opus 28: 1935: Suite voor fluit, viool en cello
- opus 29: 1937: De Dikke Man
- opus 30: 1937: Pianoconcert nr. 2
  - (1) Allegro – Meno mosso;
  - (2): Andante, ma non troppo – allegro – adagio;
  - (3): Allegro moderato
- opus 31: 1937: Twee dansen
- opus 32: 1938: Concertino nr. 1
- opus 33: 1939: Feestouverture voor orkest
- opus 34: 1939: Strijkkwartet nr. 2
- opus 35: 1942: Klarinetconcert
- opus 36: 1942: Pianosextet
- opus 37: 1943: Symfonie nr. 2
  - (1): Allegro tranquillo, ma fluendo
  - (2): Andante, ma non troppo, molto esperssivo
  - (3): Poco andante – Allegro, non troppo
- opus 38: 1944: Strijkkwartet nr. 3
- opus 39: 1945: Symfonie nr. 3
  - Allegro moderato – presto – tempo I – Allegro energico – Tranquillo – Poco fluendo
- opus 40: 1945: Feestpolonaise
- opus 41: 1945: Sinfonie Ua
- opus 42: 1946: Symfonie nr. 4
- opus 43: 1947: Duoconcert voor viool en altviool
- opus 44: 1947: Fantasie voor klarinet solo
- opus 45: 1948: Pianoconcert nr. 3
  - (1): Allegro – un poco tranquillo – a tempo
  - (2): Andante
  - (3): Rondo: Molto allegro
- opus 46: 1949: Vijf liederen op Bijbelteksten
- opus 47: 1949: Vier liefdesliederenuit het Hooglied voor sopraan en orkest
- opus 48: 1949: Drie psalmen voor tenor, koor en orkest
- opus 49: 1949: Vier liederen uit het oude testament
- opus 50: 1949: Pianosonate nr. 1
- opus 51: 1950: Twee liederen op teksten van Johannes V. Jensen voor sopraan en piano
- opus 52: 1950: Kamersuite voor klein orkest
- opus 53: 1951: Ternio voor cello en piano
- opus 54: 1951: Zes liederen op teksten van Poul la Cour
- opus 55: 1951: Twee psalmen voor sopraan en piano
- opus 56: 1952: Celloconcert
  - (1): Allegro – cadenza – vivace;
  - (2): Andante tranquillo e molto expressivo;
  - (3): Allegro non troppo – Cadenza – Tempo I – Vivo;
- opus 57: 1953: Pianokwintet
- opus 58: 1954: Immortalis Mortalium
- opus 59: 1955: Twee liederen op Bijbelteksten voor sopraan en piano
- opus 60: 1956: Symfonie nr. 5
  - (1): Andante e fluende, non troppo allegro
  - (2): Scherzo: Leggiero e ballete quasi Presto – un poco meno – Scherzo
  - (3): Andante tranquillo – allegro energetico – andante tranquillo – allegro energico – andante tranquillo;
- opus 61: 1956: Divertimento pastorale voor hobo, altviool en cello
- opus 62: 1956: Cellosonate
- opus 63: 1957: Symfonie nr. 6 "Sinfonia breve"
  - (1): Introduzione: Allegro, poco tranquillo
  - (2): Allegro vivace
  - (3): Scherzo fugato, piu allegro
  - (4): Andante tranquillo
  - (5): Tempo I (allegro poco tranquillo), Tempo II: Allegro vivace
- opus 64: 1957: Vijf liederen op teksten van Poul la Cour
- opus 65: 1957: årstiderne
- opus 66: 1957: Concertino nr. 2 voor strijkorkest
- opus 67: 1959: Solsåanger voor kinderkoor
- opus 68: 1960: Psalm 42 voor sopraan en piano
- opus 69: 1963: Pianoconcert 4
- opus 70: 1961: Symfonie nr. 7
  - (1): Andante
  - (2): Scherzo
  - (3): Allegro con brio
- opus 71: 1961: Vier liederen
- opus 72: 1961: Variaties voor klarinet en piano
- opus 73: 1961: Capriccio voor fluit en piano
- opus 74: 1962: Drie Davidspsalmen
- opus 75: 1962: Twee liederem
- opus 76: 1964: Moses
- opus 77: 1964: Strijkkwartet nr. 4
- opus 78: 1966: Requiem
- opus 79: 1968: MacBeth
- opus 80: 1969: Vier variaties voor piano, viool en cello
- opus 81: 1970: Vier improvisaties voor fluit en cello
- opus 82: 1970: Hoboconcert
- opus 83: 1971: Kamerconcert voor viool en strijkers
- opus 84: 1971: Drie liederen op teksten Nelly Sachs
- opus 85: 1971: Introductie, thema en variaties voor cellosolo
- opus 86: 1971: Suite voor cello
- opus 87: 1971: Dwarsfluitconcert
  - (1): Moderato; (2): Adagio; (3): Allegro;
- opus 88: 1971: Trio voor piano, viool en cello
- opus 89: 1972: Acht variaties voor piano en klein orkest
- opus 90: 1973: Drie lederen op teksten van Anders Koppel
- opus 91: 1972: Divertimento pastorale
- opus 92: 1972: Ternio nr. 2 voor altsaxofoonsolo
- opus 93: 1974: Lofzang
- opus 94: 1975: Variaties Pastorale
- opus 95: 1975: Strijkkwartet nr. 5
- opus 96: 1976: Drie lederen op Psalm 142, Lied der liederen en Psalm 100
- opus 97: 1976: 15 miniaturen voor piano
- opus 98: 1975: Variaties Libre
- opus 99: 1977: Vijftig kleine stukjes
- opus 100: 1977: Dialoog voor fluit solo
- opus 101: 1978: Concert voor orkest
  - (1): Vivace
  - (2): Allegro con brio
  - (3): Adagio, sognando
  - (4): Allegro
- opus 102: 1979: Strijkkwartet nr. 6
- opus 103: 1979: Variaties en résumé over een 9 etuden van Czerny voor piano
- opus 104: 1979: Intrada
- opus 105: 1981: Prelude voor een symfonie
- opus 106: 1981: Patch-work
- opus 107: 1981: Twee psalmen voor koor en quatre-mains
- opus 108: 1982: Twee liederen op teksten van Robert Browning
- opus 109: 1982: Cadens voor Mozarts pianoconcet KWV 466
- opus 110: 1983: Tripleconcert voor viool, altviool en cello
- opus 111: 1984: Dertig kleine stukjes
- opus 112: 1984: Hexamerone voor koor
- opus 113: xxxx: ONBEKEND
- opus 114: 1988: Pianokwartet
- opus 115: 1986: Trio voor klarinet, piano en cello
- opus 116: 1987: Duo voor viool en gitaar
- opus 117: 1988: Cantilene duo
- opus 118: 1990: Fagotconcert
- opus 119: 1989: Drie liederen op teksten van Thom Kristensen en Poul la Cour
- opus 120: xxxx: ONBEKEND
- opus 121: 1990: Drie liederen op teksten van Verner von Heidenstam, Gustav Fröding en Erik Gustaf Geijer
- opus 122: 1991: Muziek voor viool en piano
- opus 123: 1991: Blaasoktet
- opus 124: 1992: In mist en droom (strijkorkest)
- opus 125: 1993: Giacattolo voor fluit, klarinet, viool, percussie en piano
- opus 126: 1994: Memorie

## Theatermuziek
- 1936: Melodien, der blev væk, (verdwenen melodie, samen met Bernh. Christensen en Sv. Møller
- 1936: Kristensen, van Kjeld Abell, Ridderzaal, Kopenhagen
- 1936: Niels Ebbesen (van Kaj Munk). Stadstheater van Gøteborg
- 1946: Piraten, toneelspel, Stadstheater van Gøteborg
- 1946: Don Gil van Tirsa de Molina, Stadstheater van Gøteborg,
- 1949: Yerma van Frederico Garcia Lorca, Ridderzaal, Kopenhagen
- 1951: Richard III, William Shakespeare, Het Koninklijk Theater van Kopenhagen
- 1955: Atalja, Preben Thomsen, Het Koninklijk Theater van Kopenhagen
- 1956: Blodbryllup, Lorca, Het Koninklijk Theater van Kopenhagen
- 1956: Ornifle, Jean Anouilh, Het Koninklijk Theater van Kopenhagen
- 1957: Petersen i de dødes rige, Soya, Het Koninklijk Theater van Kopenhagen
- 1957: En Idealist, Kaj Munk, Het Koninklijk Theater van Kopenhagen
- 1959: Amfitryon 38, Anouilh, Het Koninklijk Theater van Kopenhagen
- 1962: Ondine, Jean Giraudoux, Het Koninklijk Theater i Kopenhagen
- 1962: Balkonen, Jean Genet, Het nieuw Theater van Kopenhagen
- 1969: Kong Johan, Friedrich Dürrenmatt, Het Koninklijk Theater van Kopenhagen

## Hoorspelmuziek
- 1947: Kondoren, Peer Guldbrandsen
- 1953: Barabas, Pär Lagerkvist
- 1954: Antigone (Anouilh)
- 1956: Sakuntala, (Kalidasha)
- 1956: Yerma, Lorca
- 1956: Halewijn, (Michel de Ghelderode)
- 1957: Tobias og englen (James Bridie)
- 1957: Romeo og Julie (Shakespeare)
- 1960: Nævningen, Svend Clausen
- 1962: Et drømmespil, August Strindberg
- 1962: Soldaten og kvinden
- 1964: Kejser og Galilæer, Henrik Ibsen

## Filmmuziek
- 1935: Storbyens Symfoni (samen met Svend Erik Tarp)
- 1941: Chr. IVs Bygningsværk (Bjarne Henning Jensen), Korn (A.&B.)
- 1944: Flyktninger finner en Hamn (Bjarne Henning Jensen)
- 1944: Det danske Politi i Sverige (Bjarne Henning Jensen)
- 1946: Ditte Menneskebarn (A.&B.); groot orkest
- 1947: De pokkers unger (A.&B.), klein orkest
- 1947: Polens Børn (Carl Nicolai Olav Lichtenberg), klein orkest
- 1948: Pearyland (Bjarne Henning Jensen)
- 1948: Kristinus Bergman (A.&B.), groot orkest
- 1948: En dag på en Bondegård (Lichtenberg)
- 1948: Æventyret om en By (Ove Sevel)
- 1948: Palle alene i verden (Bjarne Henning Jensen)
- 1949: Ploven (Såskin)
- 1949: Fjenden (Hasselbalch)
- 1949: De unges vej (Såskin)
- 1950: Vesterhavsdrenge (A.&B.), groot orkest
- 1952: 2 minutter for sent (Torb. Anton Svendsen), groot orkest
- 1952: Lyset i Natten (Jörgen Roos)
- 1954: Studentens kår (Lichtenberg)
- 1954: Enlige Mødre (Hennig Ørnbak)
- 1955: Where Mountains float (Bjorn Henning Jensen), groot orkest
- 1956: En kvinde er overflødig (Gabriel Axel), groot orkest
- 1958: Horse on Holiday (Bjarne Henning Jensen)
- 1959: Paw (Bjarne Henning Jensen)
- 1961: Den hvide Hingst (Harry Watt), groot orkest
- 196?: Flyvevåbnet (Erik Frohn Nielsen)
- 1968: Sådan ligger landet (Erik Frohn Nielsen)
- 1969: Ekko af et skud (ErikFrohn Nielsen)